# Szahuré
Szahuré Nebhau ókori egyiptomi uralkodó az V. dinasztia második tagja. Származása, és ezért uralkodási jogcíme bizonytalan. Manethón listáján valószínűleg Szephrésszel (Σεφρής) azonos. 12–13 évig regnált az i. e. 25. század elején, körülbelül i. e. 2492 és i. e. 2475 között. A torinói királylista szerint 12, Manethón szerint 13 évig, de a hatodik vagy hetedik uralkodási éve utánról egykorú forrásunk nincs.

## Származása
Szahuré szülei ismeretlenek. Erről ő maga gondoskodott, amikor átépíttette az Uszerkaf-piramis melletti kis piramist. Az itt talált feliratokon ugyanis két királyi anya olvasható, de nem tudni, melyikük Szahuré anyja. Lehetett Noferhotepesz, akié ez a kis piramis. Ez esetben Szahuré Dzsedefré unokája egy ismeretlen apától, aki lehetett talán Uszerkaf is. Nem bizonyítható ugyanis az az általánosan elfogadott elmélet, miszerint Noferhotepesz Uszerkaf felesége lett volna. A másik említett királyné I. Hentkauesz, aki Menkauré leánya és Sepszeszkaf özvegye, talán Uszerkafnak is felesége. Így Szahuré akár Uszerkaf, akár Sepszeszkaf fiaként is örökölhette a trónt, de lehet, hogy egy számunkra ismeretlen apa gyermeke, aki anyja révén szerzett jogcímet.

## Uralkodása
Ahogyan Uszerkaf a III. dinasztia vallási és politikai irányvonala felé fordult, úgy feltehetően Szahuré is. Szintén felvette az Uszerkaf által bevezetett, Dzsószer „Arany Nap” címére utaló „Ré fia” címet és sírhelyét is a mejdúmi piramis hagyományai szerint építtette. Korábban a sírhely megválasztását az Uszerkaftól eltávolodó uralkodóval magyarázták, azonban az új temetkezési hely nagyjából félúton van a III. dinasztiában használt és Uszerkaf által újra használatba vett Szakkara és az Uszerkaf által épített Abu Szír-i naptemplom között. Felvethető, hogy Szahurének nagyon is fontosak voltak Uszerkaf kezdeményezései. Ő maga is épített naptemplomot, valamint egy „Szahuré szép épülete” nevű, ismeretlen funkciójú építményt, de ezek csak írott forrásból ismertek. Egyetlen tanulmányozott építkezése a Szahuré-piramis.
A palermói kő hangsúlyosan a vallási tevékenységét emlegeti, miszerint bőséges áldozatokat és edény-, szoborkészítést rendelt el több istenség számára. Ugyanezen forrás szerint kereskedelmi expedíciót indítottak Punt földjére, viszont régészetileg igazolható módon kereskedtek a Közel-Kelettel – neve még Anatóliából is előkerült. A Hufu idején már létező buheni bányákról is van ismét adat Szahuré uralkodási idejéből. Közigazgatását legalább két vezír vezette, Szehemkaré és Urbauba. Az utóbbi valószínűleg nem a királyi családból származott, ami az egyik első jele annak, hogy a magas állami tisztségek az V. dinasztia idején egyre inkább kikerülnek a királyi család kezéből és a fővárosi hivatalnokréteg tölti be ezeket.
Ismert hadjárata a Sínai-félszigetre, valamint a halotti templomának domborművei alapján egy líbiai hadjáratot is vélelmeznek.
Gyermektelen maradt, így halála után öccse vagy unokaöccse, Uszerkaf fia, Noferirkaré követte a trónon. I. Hentkauesz talán ekkor uralkodott régensként, de az is lehet, hogy még Uszerkaf halála után közvetlenül.

## Titulatúra
A fáraók titulatúrájának magyarázatát és történetét lásd az Ötelemű titulatúra szócikkben.
| G5 |

| G5 |

| V30 · N28 | G43 |

| V30 · N28 | G43 |

| V30 · N28 | G43 |

| V30 · N28 | G43 |

| G5 |

| G5 |

| V30 · N28 | G43 |

| V30 · N28 | G43 |

| V30 · N28 | G43 |

| V30 · N28 | G43 |

| G16 |

| G16 |

| V30 · N28 | G43 |

| V30 · N28 | G43 |

| G16 |

| G16 |

| V30 · N28 | G43 |

| V30 · N28 | G43 |

| G8 |

| G8 |

| G7 · G7 · S12 |

| G7 · G7 · S12 |

| G8 |

| G8 |

| G7 · G7 · S12 |

| G7 · G7 · S12 |

| G39 | N5 | \| \| |
|     |    |       |

|  |

| G39 | N5 | \| \| |
|     |    |       |

|  |

| N5 | D61 | G43 |

| N5 | D61 | G43 |

| N5 | D61 | G43 |

| N5 | D61 | G43 |

| N5 | D61 | G43 |

| N5 | D61 | G43 |

| N5 | D61 | G43 |

| N5 | D61 | G43 |

| G39 | N5 | \| \| |
|     |    |       |

|  |

| G39 | N5 | \| \| |
|     |    |       |

|  |

| N5 | D61 | G43 |

| N5 | D61 | G43 |

| N5 | D61 | G43 |

| N5 | D61 | G43 |

| N5 | D61 | G43 |

| N5 | D61 | G43 |

| N5 | D61 | G43 |

| N5 | D61 | G43 |